# Аджиліті

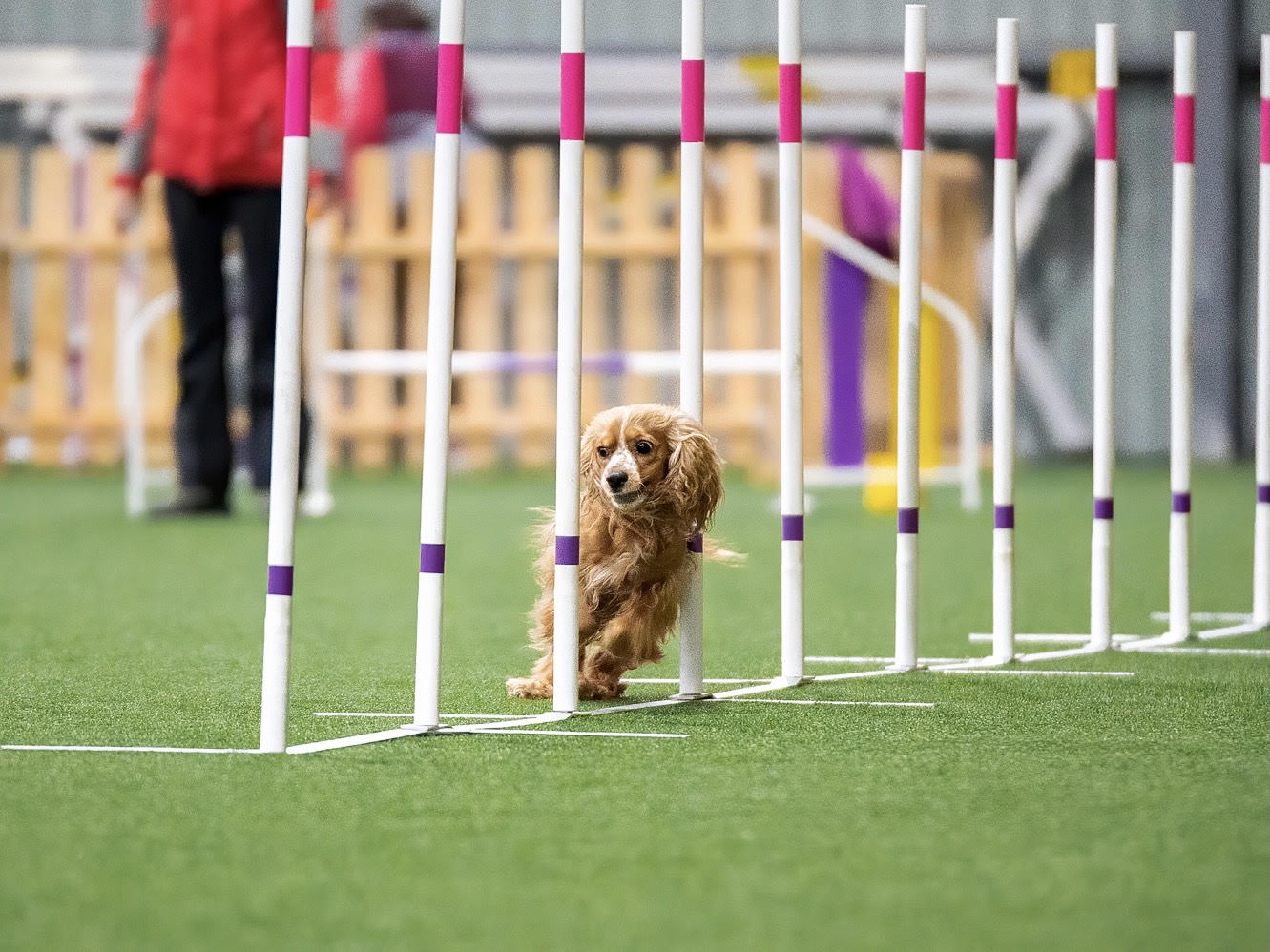
Англійський кокер спаніель бере участь у змаганнях з аджиліті

Аджиліті (англ. agility – спритність, жвавість, динамічність)  – це кінологічний вид спорту, у якому хендлер направляє собаку через смугу перешкод у змаганнях на час і точність. Собаки бігають без повідка, без їжі чи іграшок як заохочення, і хендлер не може торкатися ні собаки, ні перешкод. Контроль хендлера обмежений голосом, рухами та різними сигналами тіла, що вимагає виняткової підготовки тварини та координації провідника.
Аджиліті траса складається з набору стандартних перешкод, які суддя розставляє за власним вибором у зоні певного розміру. Поверхня може бути трав'яною, ґрунтовою, гумовою або спеціальною матовою. Залежно від типу змагань, перешкоди можуть бути позначені цифрами, що вказують порядок, у якому вони повинні бути пройдені.
Курси досить складні, щоб собака не змогла їх правильно пройти без керівництва людини. Під час змагань хендлер повинен оцінити трасу, прийняти рішення щодо стратегії поводження та вести собаку по трасі, при цьому точність і швидкість однаково важливі. Існує багато стратегій, щоб компенсувати притаманну різницю в швидкості руху людини та собаки, а також сильні та слабкі сторони різних собак і хендлерів.
В яких містах України є аджиліті: Харків, Київ, Вінниця, Львів, Полтава, Дніпро, Бровари, Павлоград, Чернігів, Суми, Одесса, Кривий Ріг, Черкаси, Хмельницький.

## Основи змаганнь
Оскільки кожна траса відрізняється, хендлерам дозволяється коротка розминка (зазвичай 8 хвилин) перед початком змагань. Протягом цього часу всі хендлери, які змагаються в певному класі, можуть ходити по трасі без своїх собак, визначаючи, як вони можуть найкраще розташуватися та направляти своїх собак, щоб пройти найбільш точний і швидкий шлях навколо пронумерованих перешкод. Хендлер має тенденцію бігти шляхом, який значно відрізняється від шляху собаки, тому іноді він може витрачати досить багато часу на планування того, що зазвичай є швидким пробігом.
Проходження має вирішальне значення для успіху, оскільки шлях траси має різні повороти, навіть розвороти або повороти на 270°, траса може перетинати саму себе, може використовувати ту саму перешкоду кілька разів, може мати дві перешкоди настільки близько одна до одної, що собака та хендлер повинні мати можливість чітко розрізнити, яку перешкоду взяти, і можуть бути організовані так, що хендлер повинен працювати з перешкодами між ними та собакою, які називаються шарами, або на великій відстані від собаки.
Роздруковані карти траси для аджиліті, які називаються картами траси, час від часу надаються хендлерам перед запуском, щоб допомогти хендлерам спланувати стратегію своєї траси. Карта траси містить піктограми, що вказують на розташування та орієнтацію всіх перешкод, а також цифри, що вказують порядок, у якому перешкоди потрібно подолати. Карти курсів спочатку малювалися вручну, але зараз курси створюються за допомогою різних комп’ютерних програм.
Кожна команда собак і хендлерів отримує одну можливість разом спробувати успішно пройти курс. Собака починає за стартовою лінією і, за вказівкою свого провідника, рухається навколо дистанції. Хендлер зазвичай біжить біля собаки, керуючи собакою голосовими командами та мовою тіла (положення рук, плечей і ніг).
Оскільки швидкість має таке ж значення, як і точність, особливо на вищих рівнях змагань, все це відбувається під час повного бігу з боку собаки та, місцями, з боку провідника також.
Оцінка за пробіги базується на кількості допущених помилок . Штрафи можуть включати не лише помилки на дистанції, такі як збиття планки під час стрибка, але й помилки в часі, які є кількістю секунд понад розрахований стандартний час дистанції, який, у свою чергу, визначається на основі рівня змагань, складності курс та інші фактори.  
Змагання з аджиліті в Україні зачасту проводять в аджиліті холл.

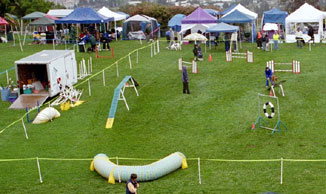
Поле для аджиліті:поле для змагань з аджиліти, на якому зображено (за годинниковою стрілкою з нижнього лівого кута) тунель, доріжку, суддю, що стоїть перед стрибком з крилами, дві додаткові стрибки з крилами, собаку, яка виконує гойдалку, і стрибок шини.
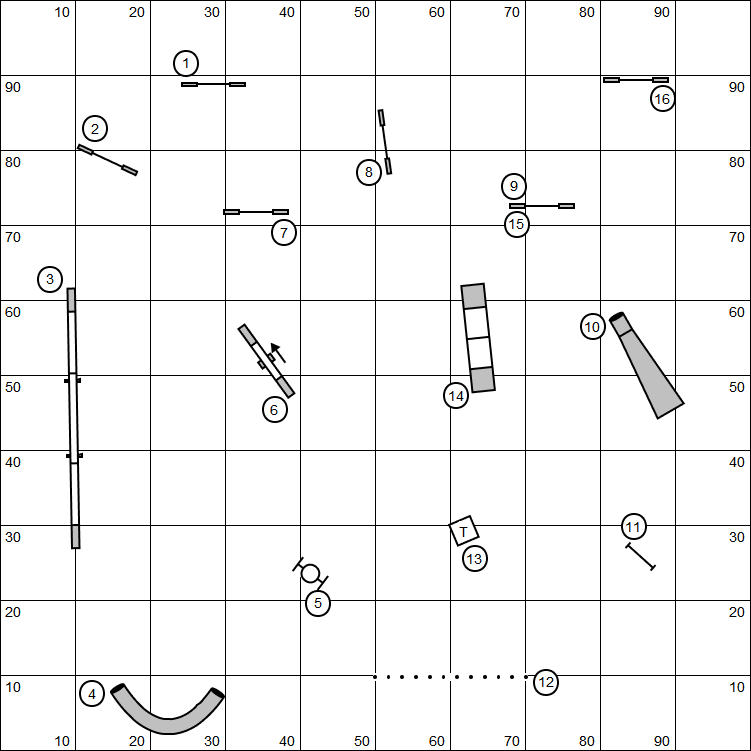
Карта траси, на якій показано макет траси на попередніх фотографіях. Подібні карти використовують офіційними особами, щоб повідомити маршрут хендлерам.
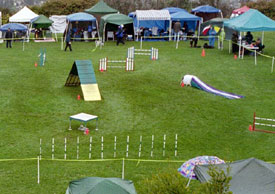
Поле для аджиліті:права сторона того самого поля спритності, що показує (за годинниковою стрілкою від переднього плану) слалом, стіл, гору, дві стрибки з крилами, зруйнований тунель (або жолоб) і стрибок без крил. Пронумеровані помаранчеві пластикові конуси поруч із перешкодами вказують порядок, у якому собака повинна їх виконувати.

## Перешкоди в аджиліті
Регламенти різних організацій визначають дещо різні правила і розміри спорудження перешкод. Однак основна форма більшості перешкод однакова, де б вони не використовувалися. Серед перешкод:

### Контактні перешкоди

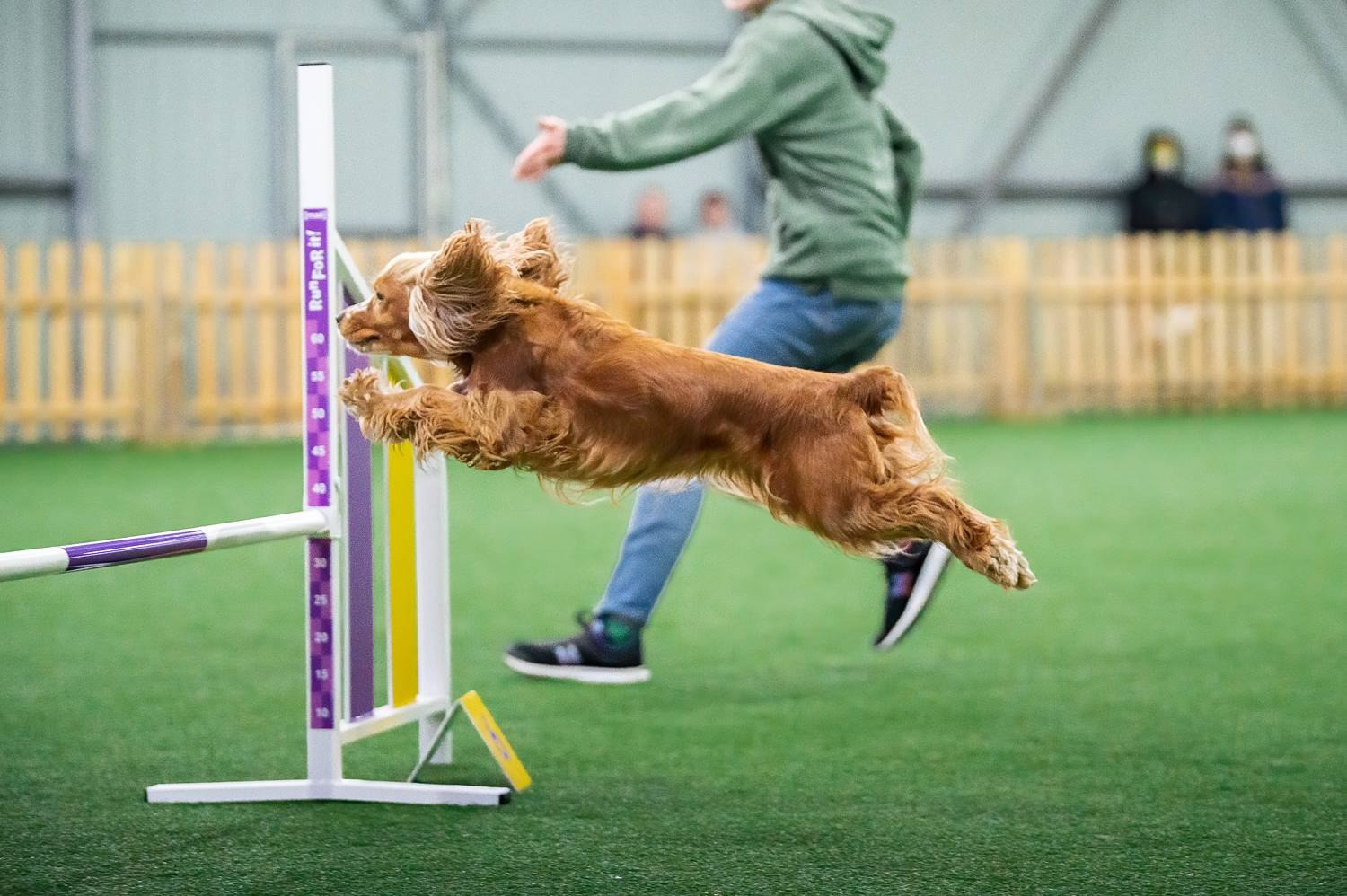
англійський кокер спаніель пригає бар'єр

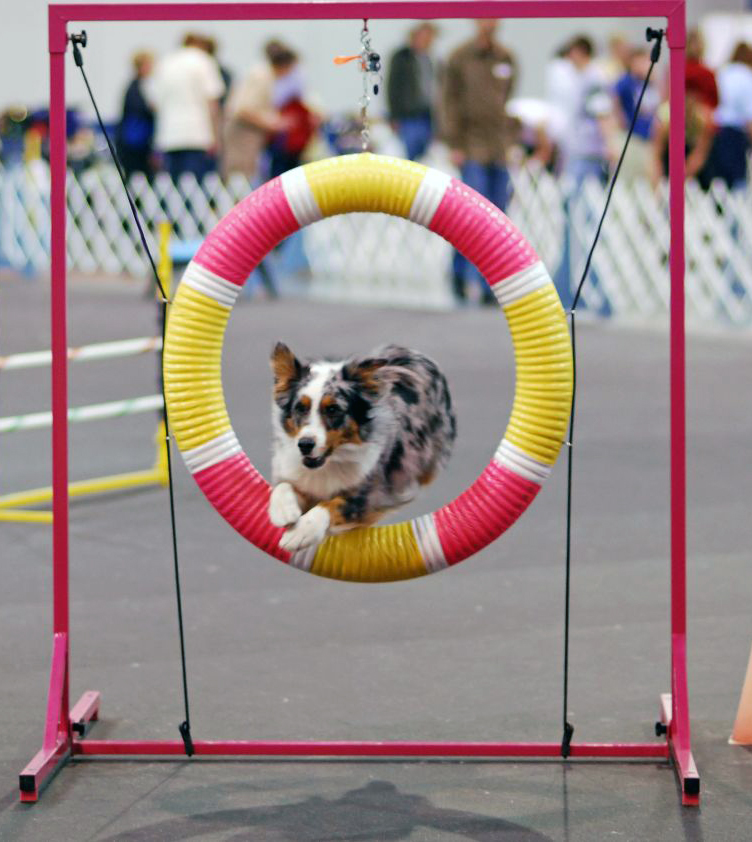
Австралійська вівчарка стрибає через шину

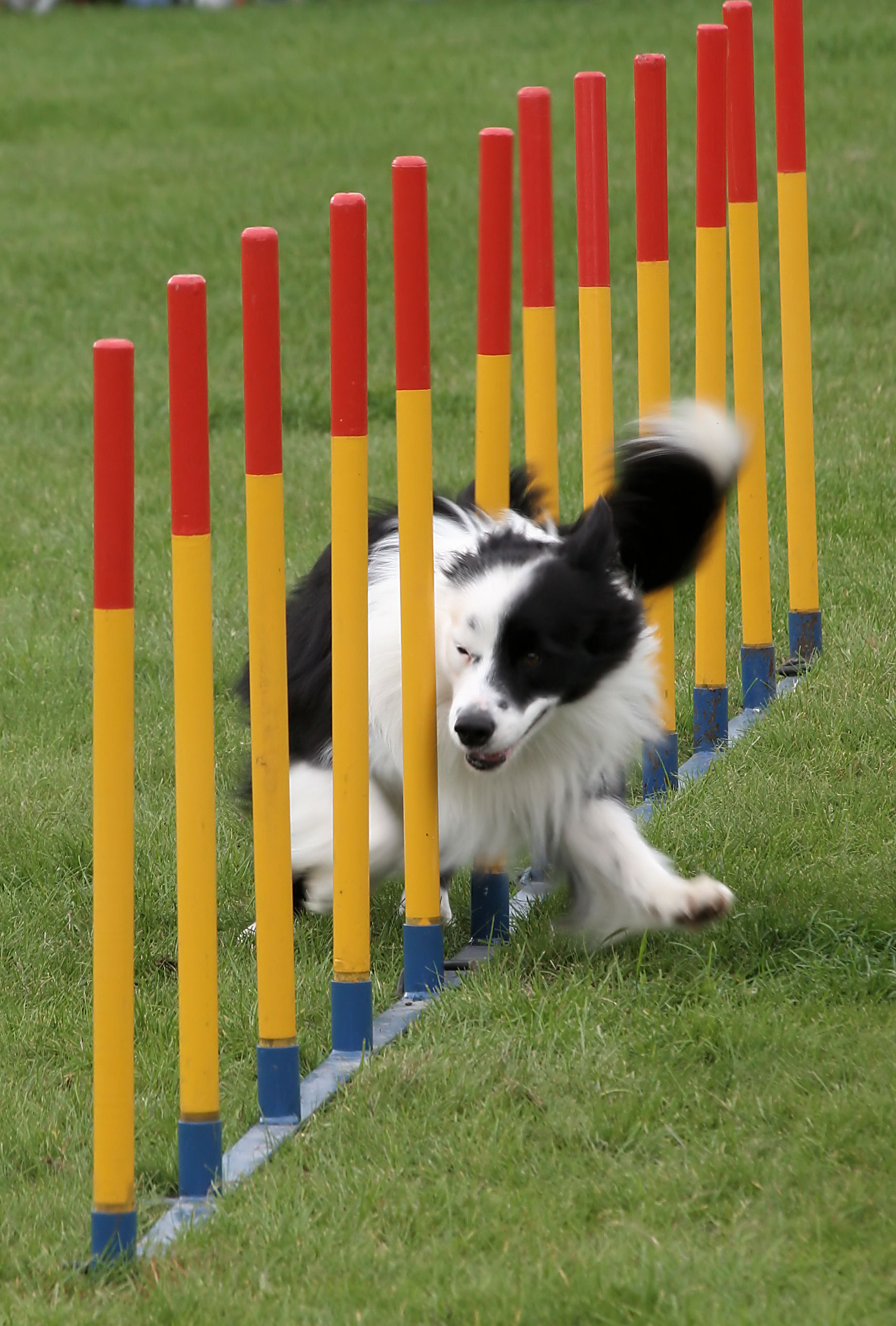
Бордер-коллі демонструє швидке проходження слалому

Контактні перешкоди – це перешкоди, зроблені з дощок і пандусів, вони вимагають, щоб собаки піднімалися та спускалися через перешкоду та торкалися лапами на «зону контакту», ділянку, пофарбовану іншим кольором.  Висота, ширина та кут дощок і пандусів залежить від організації, яка проводить змагання. 
Гора
Висота: для всіх собак вершина двох трапів має бути 170 см від землі. Довжина трапу: мінімум 265 см - максимум 275 см.
Ширина трапу: мінімум 90 см, яка  може бути збільшена знизу до 115 см. Контактна зона: останні 106 см знизу кожного пандусу повинні мати інший колір (також з боків). Поверхня перешкоди повинна бути неслизькою. Кожен трап повинен мати протиковзкі рейки з рівними проміжками  (приблизно через кожні 25 см), щоб уникнути ковзання та полегшити підйом, але не в межах 10 см від початку зони. Ці рейки повинні бути шириною 2 см і товщиною від 0,5 до 1 см і не повинні мати гострих країв.
Нижня частина контактної зони повинна бути заповнена (без проміжків і пустот) і не повинна мати гострих країв. Верхня частина гори повинна бути безпечною для собак і при необхідності повинна бути покритою. Несучі конструкції не повинні перешкоджати безпечному розміщенню тунелю під гіркою.
Бум
Висота: мінімум 120 см – максимум 130 см
Довжина трапа: мінімум 360 см – максимум 380 см
Ширина трапа: 30 см
Контактні зони: нижні 90 см кожного трапу повинні мати інший колір (також з боків).
Поверхня перешкоди повинна бути неслизькою. Кожен трап повинен мати протиковзкі рейки з рівними проміжками  (приблизно через кожні 25 см), щоб уникнути ковзання та полегшити підйом, але не в межах 10 см від початку зони. Ці рейки повинні бути шириною 2 см і товщиною від 0,5 до 1 см і не повинні мати гострих країв.
Нижня частина контактної зони повинна бути заповнена (без проміжків і пустот) і бути без гострих країв.
Опорні стійки буму не повинні виступати над верхньою частиною перешкоди. Опорні стійки та інші несучі конструкції не повинні перешкоджати безпечному розміщенню тунелю під бумом.
Гойдалка
Висота: 60 см, виміряна від землі до верхньої частини трапу на центральній осі. Відстань між віссю гойдалки та верхньою частиною трапу не повинна бути більшою, ніж 10 см.
Довжина трапу: мінімум 360 см - максимум 380 см.
Ширина трапу: 30 см.
Контактна зона: така ж, як і на бумі.
Кінці трапу повинні бути безпечними для собаки або хендлера. Нижня частина контактної зони має бути заповнена (без проміжків і пустот) і бути без гострих країв.
Перешкода має бути стійкою, а поверхня – неслизькою. Однак, протиковзкі рейки не допускаються. Гойдалка повинна бути належним чином збалансована (не повинна перекидатися занадто швидко або занадто повільно) і дозволяти маленьким собакам без проблем перехилити її.
Перевірка балансу: 
Розмістіть предмет вагою 1 кг у центрі нижньої контактної зони перешкоди. Гойдалка повинна перекинутися за 2-3 секунди. Якщо це не так, необхідно внести корективи.
Тунельні перешкоди включають тунелі різної конструкції, якими собаки біжать або повзають. 
Жорсткий тунель

Діаметр: 60 см.  Довжина: 300 - 600 см.  Тунель має бути гнучким, і його рекомендується зробити з однорідного матеріалу світлого кольору.  Жорсткі тунелі необхідно завжди витягувати на всю довжину.  При закріпленні тунелю обв'язка або лямки повинні відповідати контурам тунелю і не призводити до його деформації або зміни діаметру тунелю.
Мінімальна кількість мішків для захисту тунелю становить 1 мішок/метр (тобто 6 мішків для 6-метрового тунелю).
Стрибок (перешкода)
Дві стійки, що підтримують планку, через яку собака стрибає. Висота регулюється для собак різного зросту. Стійки можуть бути простими стійками або мати крила різної форми, розміру та кольору.
Подвійний і потрійний стрибок (стрибок у розворот)
Дві стійки, що підтримують дві або три горизонтальні перекладини, розставлені вперед або назад одна від одної. Двійка може мати паралельні або висхідні турніки; трійка завжди має висхідні смуги. Розкид між горизонтальними перекладинами іноді регулюється залежно від росту собаки.
Стрибок панелі
Замість горизонтальних перекладин стрибок являє собою суцільну панель від землі до висоти стрибка, яка складається з кількох коротких панелей, які можна знімати, щоб відрегулювати висоту для різного росту собак.
Стрибок у довжину (довжину)
Набір із чотирьох або п’яти злегка піднятих платформ, які утворюють широку площу, через яку собака має стрибати, не ставлячи ноги на жодну з платформ. Довжина стрибка регулюється під зріст собаки.
Стрибок шини
Тороподібна форма приблизно дорівнює розміру шини ( 18 дюймів (46 см) до 24 дюйми (61 см) внутрішній діаметр) і підвішені в рамі. Собака повинна прострибнути через отвір «шини»; як і інші стрибки, висота регулюється для собак різного розміру. Шину зазвичай обмотують стрічкою як для видимості, так і для покриття будь-яких отворів або нерівностей, за які собака може зачепитися. Зараз багато організацій дозволяють або вимагають так звану пересувну або відривну шину, де шина якимось чином розпадається, якщо собака вдаряє її досить сильно. 
Інші перешкоди
Аджиліті UKC дозволяє використовувати різноманітні бар’єри, яких немає в інших організаціях аджиліті: буш-бар’єр, високий бар’єр, бар’єр колоди, бар’єр із огорожі, бар’єр із огорожею, довгий бар’єр, віконний бар’єр та водний бар’єр.

Слалом
Подібно до слалому, це серія з 5-12 вертикальних палиць, кожна близько 3 фути (0,91 м) заввишки та на відстані близько 24 дюйми (61 см) один від одного (відстань для AKC становила 21 дюйм (53 см), доки він не був змінений у січні 2010 року. Додаткові три дюйми мали зняти стрес зі спини собаки. ), через яку плететься собака. Собака завжди повинна входити першою жердиною ліворуч і не повинна пропускати жердини. Собаки мають 5 різних стилів ходи, коли долають перешкоду з жердини.  Для багатьох собак жердини є однією з найскладніших перешкод для освоєння.
Інші перешкоди
Аджиліті UKC дозволяє використовувати такі перешкоди, яких немає в інших організаціях аджиліті: дошка-гойдалка, міст-гойдалка та стрибок з платформи. NADAC також використовує перешкоду з кільцем. Доріжка Hoopers повністю складається з обручів, але обручі можна використовувати й на інших доріжках.

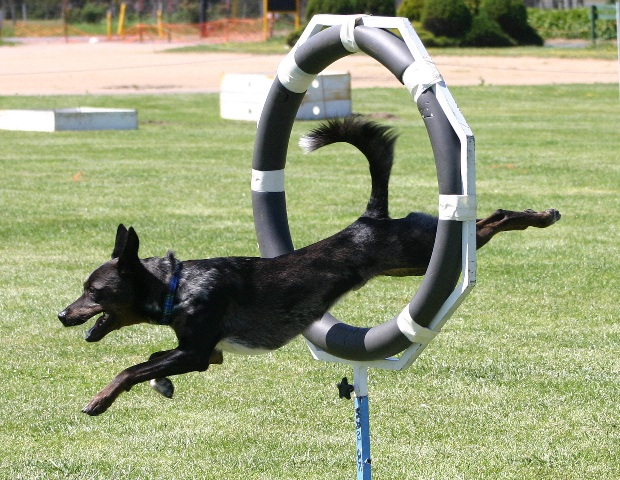
Гладкошерстий австралійський кулі бере участь у змаганні з аджиліті

Незважаючи на те, що кожна організація має власні правила, усі поділяють собак на менші групи, близькі одна до одної за розміром і досвідом з метою розрахунку переможців і кваліфікаційних балів.   

## Історія
Історію собачого аджиліті можна простежити до демонстрації на виставці собак Crufts наприкінці 1970-х років у Великобританії. Щоб розважити публіку, під час антракту собаки бігали по доріжці, подібній до стрибків на конях. З тих пір аджиліті поширилося по всьому світу.

## Аджиліті як міжнародний вид спорту
У всьому світі змагання з аджиліті собак регулюються та проводяться Fédération Cynologique Internationale (FCI) та її членськими організаціями, а також низкою національних кінологічних клубів і спортивних федерацій. Правила кожної організації, назви та процес відбору національних команд, які представляють країну на престижних міжнародних змаганнях, дещо відрізняються. Однією з причин появи альтернатив FCI є те, що FCI є міжнародною федерацією породистих собак, і більшість її членів мають обмеження для собак без родоводу. Такі організації як USDAA, UKI та IFCS та їхні члени виступили проти цього та створили власні міжнародні змагання, які не обмежують участь собак без родоводу.

### Міжнародні змагання
- Чемпіонат світу з аджиліті Fédération Internationale Cynologique Internationale, найстаріший і найвідоміший, проводиться щороку. Захід проводився як чемпіонат Європи до 1995 року, потім як чемпіонат світу з 1996 року, і обмежений лише для зареєстрованих племінних собак. [10]
- Міжнародний Чемпіонат Міксів і Порід з аджиліті (IMCA), вперше проведений в Італії в 2000 році як відповідь на Чемпіонати FCI лише для племінних тварин. Змагання проводяться щорічно, у них беруть участь близько 18 країн, у тому числі команди з-за меж Європи. [11]
- Міжнародна федерація кінологічного спорту (IFCS) з 2002 року організовує двічі на рік чемпіонат світу з аджиліті, відкритий для будь-якої породи або змішаної породи собак, незалежно від родоводу. З 2013 року він набирає все більшої популярності та проводиться щороку. [12]
- Всесвітні ігри Cynosport, офіційно названі в 2003 році, об’єднаним місцем проведення трьох серій турнірів USDAA — Гран-прі з аджиліті, бігу з перешкодами з перешкодами за 10 000 доларів США та командного чемпіонату з трьох собак — а також виставок і змагань з інших популярних собачих видів спорту. Турніри USDAA були вперше відкриті для запрошених закордонних учасників у 2001 році, що призвело до створення філій USDAA в інших країнах, де тепер щороку проводяться відбіркові змагання. [13]
- Відкритий чемпіонат Європи. Неформальний щорічний чемпіонат з моменту заснування в 2002 році, відкритий для всіх собак незалежно від походження. Він обертається навколо невеликої кількості країн Центральної Європи, хоча залучає учасників з усього світу, у 2006 році в події брали участь 25 країн. З 2007 року змагання проводяться згідно з правилами Fédération Cynologique Internationale, але все ще допускаються собаки без родоводу. [14]
- Відкритий чемпіонат світу з аджиліті(WAO) — це подія, організована комітетом UKI, яка набуває популярності серед досвідчених спортсменів у всьому світі. У 2019 році брали участь учасники з 39 країн. [15]
- Юніорський відкритий чемпіонат світу з аджиліті — найбільша міжнародна подія для хендлерів до 18 років, розділених на кілька вікових груп. До 2019 року він називався відкритим юніорським чемпіонатом Європи. Проходить щорічно і вважається дуже престижним серед учасників змагань у всьому світі. Поряд з відкритим чемпіонатом Європи контролюється комітетом FCI. [10]
- Сенйорський відкритий чемпіонат світу з аджиліті — новий формат змагань, який був вперше представлений в 2024 році в Бельгії. Чемпіонат для сенйорів був проведений паралельно з чемпіонатом для юніорів. Наступний такий чемпіонат планується на 2025 рік в Португалії, попередньо дати не відомі.

## Тренування

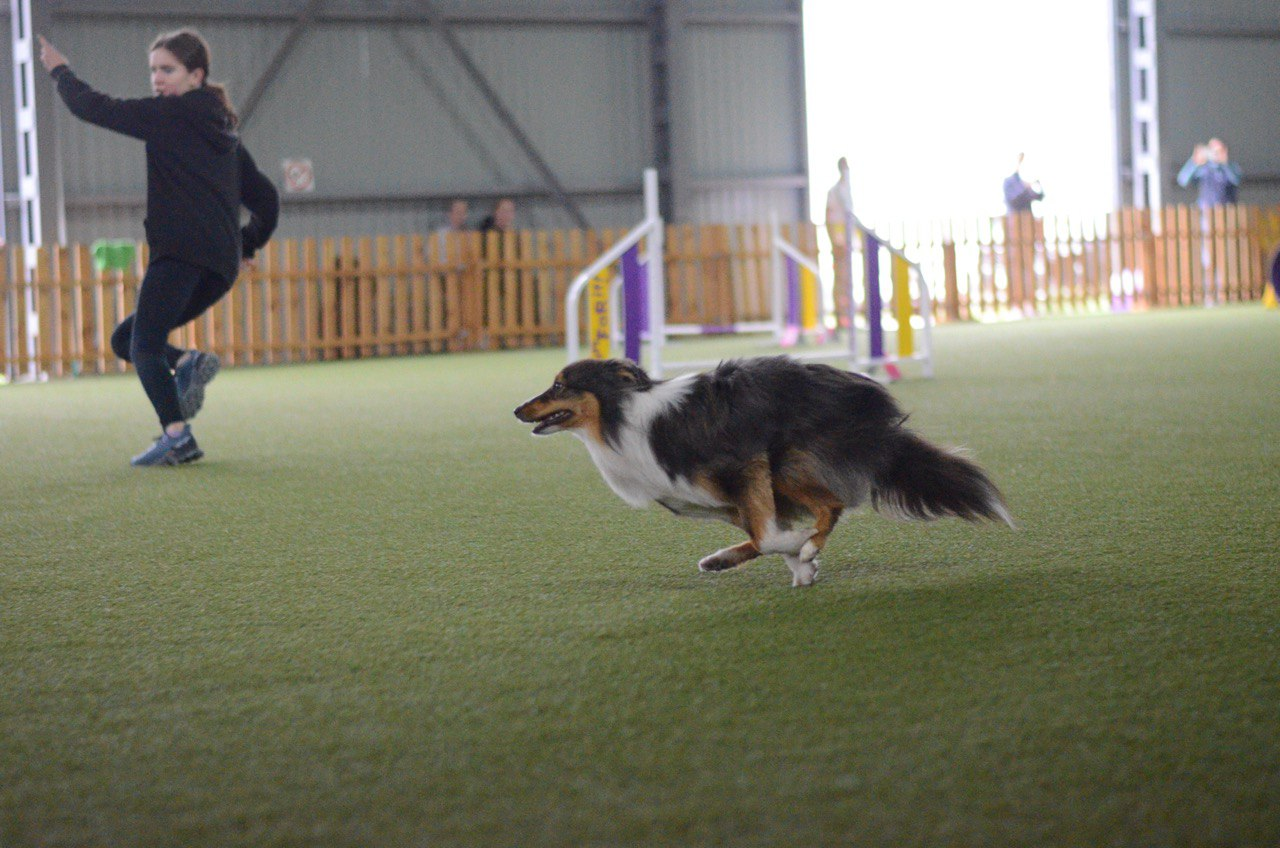
Шелті на змаганнях з аджиліті

Собак можна починати навчати аджиліті в будь-якому віці, але під час тренувань собак до року слід дотримуватися обережності, щоб не пошкодити їхні суглоби, що розвиваються.  Зазвичай собак починають тренувати на спрощеному, меншому або заниженому (за висотою) спорядженні для спритності та засобах дресирування (таких як драбини та хиткі дошки для тренування обережного стояння),  але цуценята, які швидко навчаються, повинні закінчити ріст, перш ніж навчатися на спорядженні на стандартної висоти, щоб уникнути травм.
Знайомство нової собаки з перешкодами для аджиліті реагує по-різному. Кожна окрема собака навчається у власному темпі; впевнені собаки можуть накинутися на спорядження без заохочення, тоді як більш полохливі собаки можуть зайняти тижні, щоб подолати свої вагання за допомогою сильного заохочення. Обидва сценарії представляють свої проблеми, оскільки собаки можуть бути надто самовпевненими та неохайними до того моменту, коли вони потрапляють у серйозну аварію, і навчити собаку самоконтролю стає однією з цілей дресирувальника.   Боязкі собаки потребують додаткової підтримки, щоб підвищити їхню впевненість.  При правильному заохоченні боязка собака може набути впевненості, навчившись спорту.   Розмір собаки також може вплинути на перешкоди для дресирування, особливо на жолобі, в якому менші собаки можуть потрапити в пастку та заплутатися всередині.  Дресирувальник докладе чимало зусиль, щоб собака завжди була в безпеці та мала хороший досвід дресирування спритності, щоб вона не боялася перешкод, а замість цього виконувала їх охоче та з ентузіазмом. 
Качалки (або гойдалки) і плетені жердини зазвичай є найскладнішими перешкодами для навчання собаки.  Багато собак насторожено ставляться до руху гойдалки, а плетені жердини викликають поведінку, яка не є природною для собаки.   Контактні перешкоди загалом важко тренувати таким чином, щоб собака торкалася зони контакту без шкоди для швидкості. Незалежно від того, чи це змагання, чи відпочинок, найважливіша навичка для команди аджиліті — це як працювати разом швидко, ефективно та безпечно.  Собаки сильно відрізняються за швидкістю та точністю проходження курсу, а також за своїми перевагами щодо перешкод; отже, провідник повинен адаптувати свій стиль поводження відповідно до собаки та підтримувати її.
Техніка навчання для кожного обладнання різна. Техніки тренування жердин включають використання зсувних жердин, які поступово переміщаються в більшій лінії одна з одною, жердин, які нахиляються назовні від основи та поступово стають вертикальними, дротів або воріт навколо жердин, які змушують собаку йти по бажаному шляху, і поміщають вставте собаці нашийник і проведіть собаку, водночас ведучи із заохоченням. Це також включає в себе навчання собаки бігти на повній швидкості між двома жердинами та поступове збільшення кута наближення та кількості жердин. 
Аджиліті можна тренувати самостійно (наприклад, вдома) або з інструктором чи клубом, який пропонує заняття. Досвідчені хендлери та учасники, зокрема, можуть вибрати тренування самостійно, оскільки структуровані заняття зазвичай орієнтовані на новачків.  Досвідчені хендлери часто натомість звертаються до семінарів і майстер-класів, які навчають передовим технікам поводження, а потім практикуються самостійно. Поширені причини приєднання до класу спритності:
- Доступ до обладнання для спритності, особливо до більших контактних перешкод, які можуть бути дорогими, складними для будівництва та потребують багато місця для використання. [18]
- Шукаю порад і досвіду більш досвідчених операторів. [18]
- Насолоджуйтесь спілкуванням, яке пропонують багато класів. [18]
- Тренування в більш відволікаючому середовищі, що корисно для підготовки до змагань. [18]

Крім технічної та педагогічної підготовки, необхідно також займатися фізичною підготовкою.  Собака має бути достатньо підготовленою, щоб бігати та стрибати, не викликаючи стресу та не травмуючи своє тіло. Провідник також може отримати користь від фізичної підготовки, але з деякими стилями поводження не обов’язково встигати за собакою (також це неможливо з дуже швидкими собаками).  Можливість керувати собакою на відстані дозволяє провідникам з обмеженими можливостями брати участь у спорті нарівні з провідниками. Дослідження також продемонстрували користь для здоров’я провідників, які займаються аджиліті. 

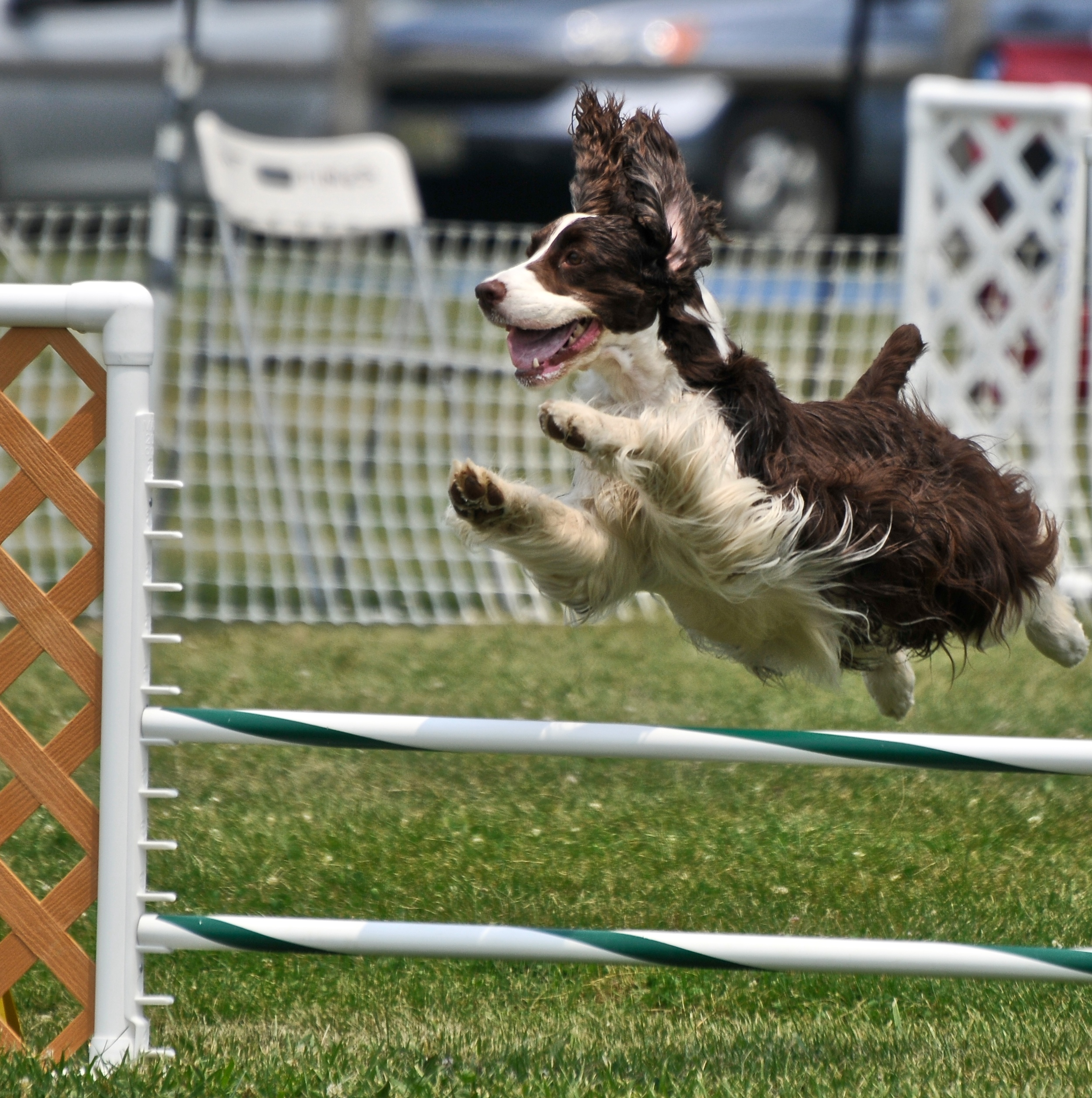
Англійський спрингер спаніель

Змагання (також звані випробуваннями, матчами чи шоу ) зазвичай проводяться певним місцевим клубом. Клуб може бути присвячений виключно собачому аджиліті, або це може бути головним породним клубом, який хоче просувати робочі здібності своєї породи, або це може бути клуб, який проводить багато видів собачого спорту . Клуб укладає договір із суддями, які мають ліцензію організації, що надає санкції, і звертається до організації за дозволом на проведення судового процесу в певну дату або вихідний день; більшість випробувань - це дводенні заходи у вихідні дні.
Клуб призначає одного члена головою чи менеджером шоу, який відповідає за забезпечення проведення випробування, а іншого члена – секретарем, який відповідає за надання учасникам премії або розкладу шоу — документа, який описує конкретного змагання, підсумовує правила, описує місце проведення випробувань і містить форму заявки — отримання заповнених форм заявок, розсилка розпоряджень про виконання, створення списків замовлень на день змагання та зведення результатів випробування для надсилання до санкційна організація.
Призначений головний стюард чи менеджер рингу відповідає за пошук і призначення працівників, майже завжди добровольців, для виконання безлічі завдань, пов’язаних із проведенням випробувань. Наприклад, якщо електронний хронометраж не використовується, для кожного класу потрібен таймер, який стежить за тим, щоб час бігу собаки реєструвався, писар, який записує дзвінки судді, коли собака бігає класом, і полюс-сетери (або стюарди рингу ), які гарантують, що планки стрибків скидаються, коли їх збивають, і змінюють висоту стрибків для собак різного розміру.

### Місця проведення змагань
Змагання з аджиліті потребують значного простору. Площа кожного кільця зазвичай становить не менше 5000 квадратних футів (тобто 465 квадратних метрів); однак точні розміри залежать від організації. У змаганнях може бути від одного до десятка рингів. Ґрунт має бути нековзким і рівним, як правило, це або земля, трава, килимове покриття, або м’який килимок.
Учасникам додатково потрібен простір для розміщення своїх собак і спорядження. Коли дозволяє простір, конкуренти часто привозять висувні навіси або тентові намети для екрану для тіні. Собак, коли вони не змагаються, зазвичай залишають відпочивати у загонах для тренувань, ящиках або собачих наметах, звичних і закритих середовищах, у яких вони можуть розслабитися та відновитися між пробіжками. Хендлери також приносять світловідбиваючі тканини, щоб захистити своїх собак від сонячних променів і заспокоїти їх (накриваючи ними клітини). Також має бути простір для багатьох провідників із собаками на повідку, щоб вони могли вільно пересуватися рингами без скупчення людей, а також простір для розігріву, вправ і посадки собак. Поруч із майданчиком має бути доступна автостоянка для всіх учасників. На вихідних або тижневих виставках, які пропонують кемпінг, необхідно забезпечити місце як для караванів і наметів учасників, так і для невеликих огороджених вольєрів або садів, які вони створюють навколо себе.
Тому в густонаселених районах рідко можна знайти досить недорогу нерухомість, щоб повністю присвятити її маневреності, тому ділянки зазвичай орендують на вихідні. Навіть у більш сільській місцевості сайти лише для спритності є рідкістю. Серед популярних місць – великі парки, криті арени для верхової їзди, а в холодних зимових районах – великі порожні склади, на яких можна постелити мати або килим.  

### Проектування трас
Перед судом кожен суддя розробляє дистанції, які він буде судити на змаганнях. Організація, яка накладає санкції, зазвичай переглядає та затверджує курси, щоб переконатися, що вони відповідають інструкціям організації. Інструкції включають такі питання, як відстань між перешкодами, скільки поворотів дозволено (або потрібно) на трасі, які перешкоди та скільки кожної з них має бути на трасі тощо. Правила відрізняються залежно від рівня змагання та організації.

### Побудова курсу та розрахунок часу

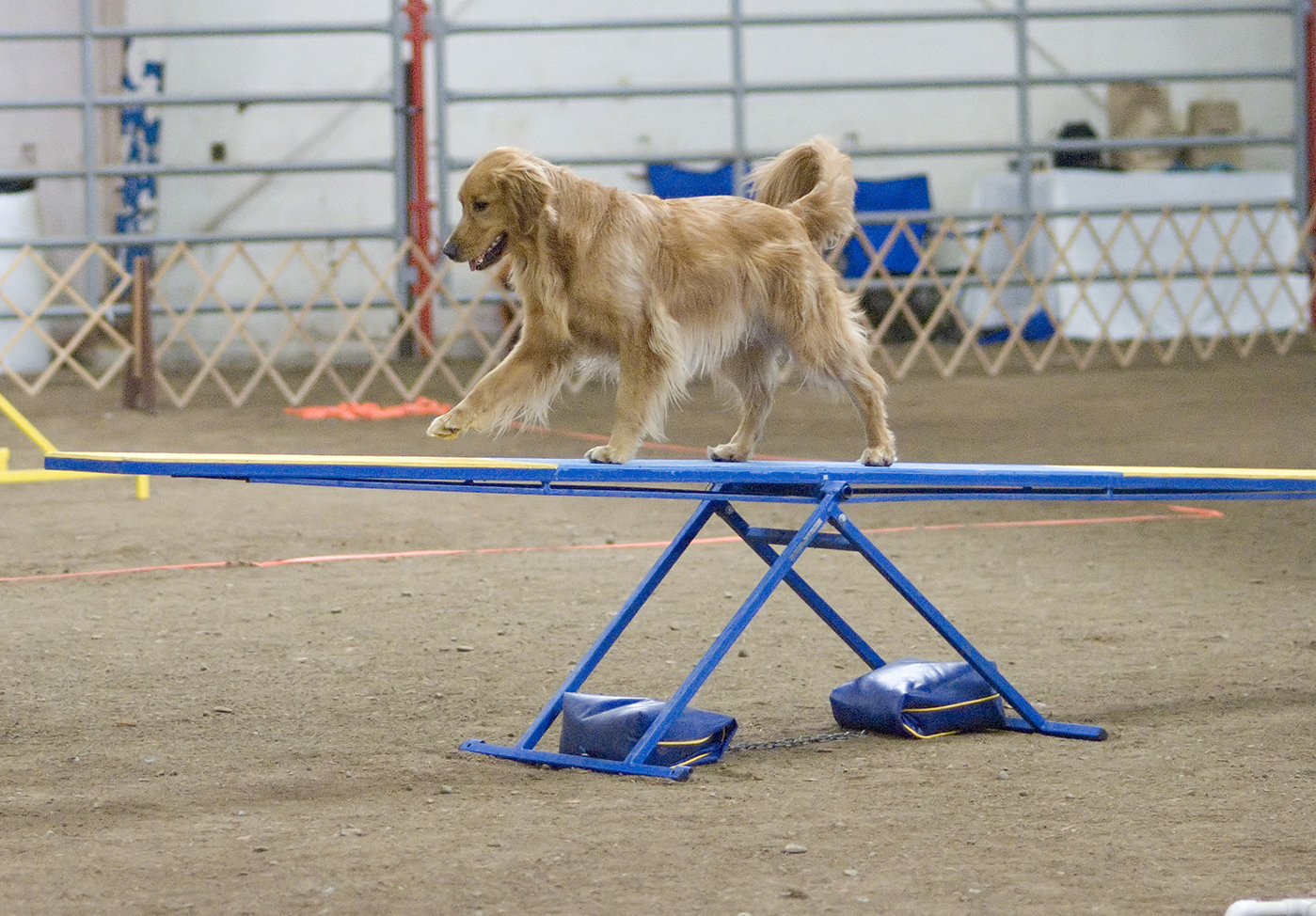
Золотистий ретрівер у змаганнях з аджиліті

Перед кожним заняттям або ввечері перед першим заняттям розробники трас використовують карти трас, надані суддями, щоб розмістити обладнання на трасі. Головний будівельник траси зазвичай є досвідченим учасником змагань, який розуміє, яке обладнання є законним, як воно має бути налаштовано, як кожне має бути вирівняно порівняно з іншими перешкодами, і може скерувати кількох волонтерів, які займаються будівництвом траси, щоб ефективно перемістити обладнання на місце. Щоб полегшити роботу, курси часто розмічаються певним чином, щоб відповідати сітці: наприклад, якщо карти курсів надруковані на сітці квадратів 10 футів на 10 футів, стовпи, які тримають кільцеві мотузки, позначають чотири сторони поля часто розташовані на відстані 10 футів одна від одної.
Коли будівельники траси закінчують, суддя проходить трасу та ще раз перевіряє, чи перешкоди є законними, чи вони розміщені там, де суддя запланував, і чи немає ненавмисних небезпек на трасі (таких як вибоїни, нерівна поверхня або грязьові калюжі), навколо яких необхідно регулювати курс. Для багатьох класів суддя вимірює шлях через трасу, щоб визначити оптимальну дистанцію бігу типової собаки. Суддя використовує це вимірювання з вимогами до швидкості, визначеними правилами, для розрахунку стандартного часу дистанції, тобто часу, за який собаки повинні завершити дистанцію, щоб уникнути помилок у часі. Наприклад, якщо дистанція має довжину 150 ярдів (або метрів), а правила стверджують, що собаки повинні бігти дистанцію зі швидкістю принаймні 3 ярди (або метри) за секунду, стандартний час дистанції становитиме 50 секунд. Проте інші організації залишають рішення щодо тривалості курсу на розсуд судді

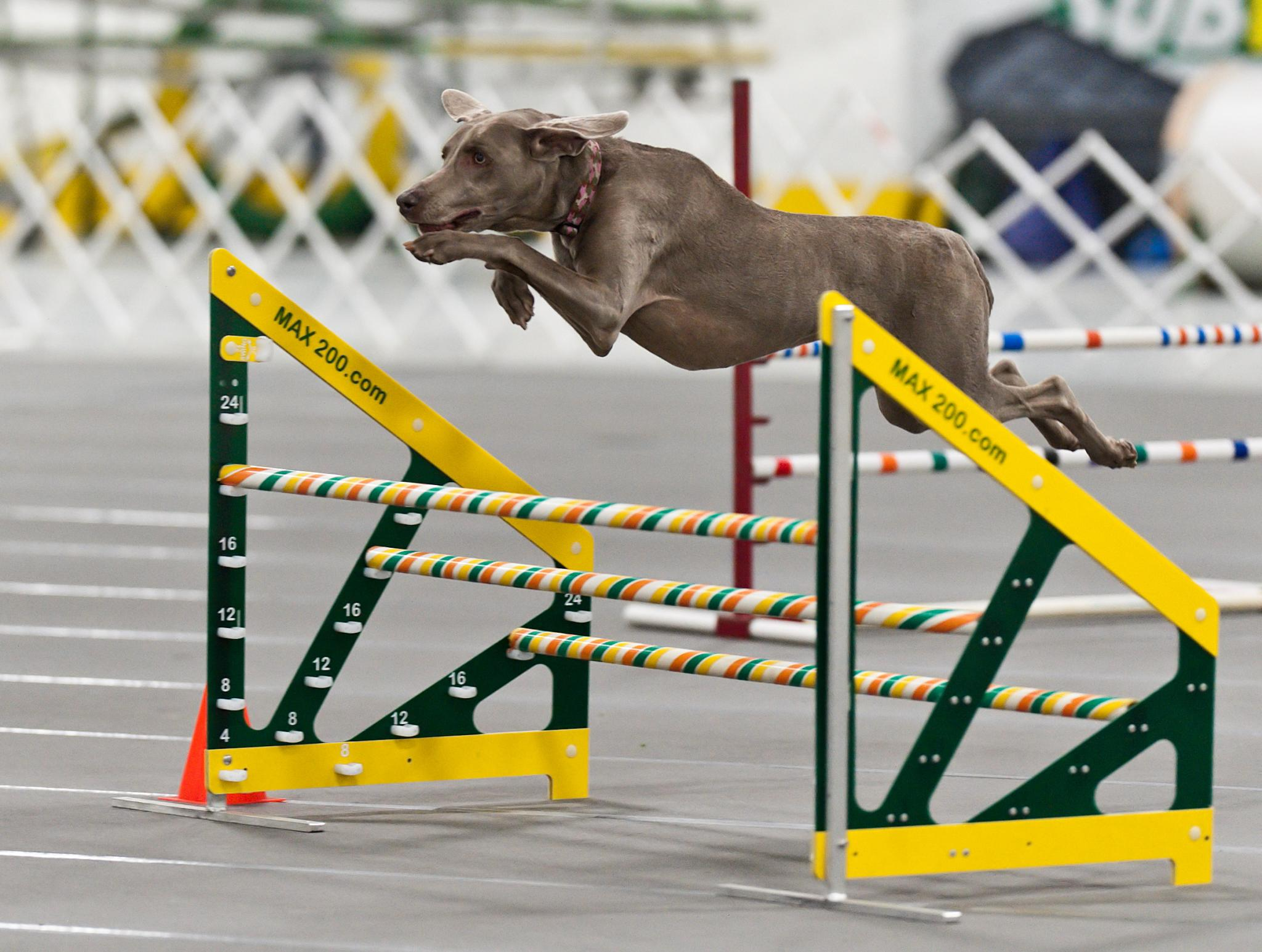
Веймаранер стрибає у висхідний стрибок із розведенням трьох перекладин

Суддя часто проводить брифінг для учасників перед кожним заняттям, щоб ознайомитися з правилами та пояснити конкретні вимоги до певної дистанції. Для стандартних курсів для досвідчених учасників інструктаж судді часто є мінімальним або взагалі відсутнім. Для початківців хендлерів у класах зі складними правилами інструктаж може бути значно довшим.
Потім учасники проходять дистанцію (як описано раніше). Коли проходження закінчується, стюард із воріт або той, хто викликає, гарантує, що собаки виходять на ринг у порядку, попередньо визначеному секретарем випробувань, і керує змінами порядку бігу для провідників, які можуть конфліктувати з іншими рингами. Коли кожна команда з собаками та провідниками пробігає дистанцію, собака вимірює час або за допомогою секундоміра, або за допомогою електронного таймера, а писар записує виклики судді та остаточний час собаки на аркуші для писання або квитку, який потім береться до таблиці для запису.
За таблицею протоколів секретарі підбирають результати різними способами. Деякі організації вимагають або заохочують комп’ютеризоване ведення оцінок, а інші вимагають заповнення певних типів аркушів вручну. Коли всі собаки в певній групі зросту, рівні та класі пробіглися, таблиця оцінок порівнює час пробігу, помилки та будь-які інші вимоги для визначення місць (і, для класів, які дають кваліфікаційні бали для титулів, які собаки заробили кваліфікаційні бали ).

### Нагороди та звання

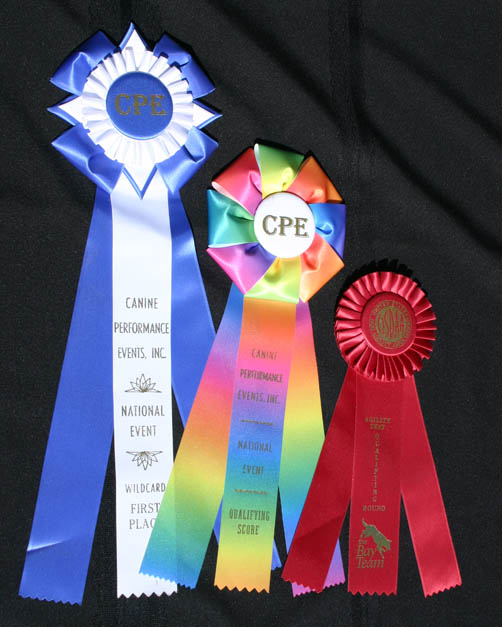
Різноманітні розетки нагородних стрічок із змагань з аджиліті для собак

Нагороди зазвичай присуджуються за місця та кваліфікаційні бали. Такими нагородами часто є плоскі стрічки, розетки, пам'ятні дошки, кубки, медалі або значки . Деякі клуби присуджують високі нагороди за випробування, які розраховуються різними способами, або інші спеціальні нагороди за випробування. Собаки, які набрали остаточних кваліфікаційних балів, щоб стати чемпіонами з аджиліті, часто отримують спеціальні нагороди.
Багато кінологічних клубів також присуджують титули тим, кому вдається пройти достатньо разів на певному рівні. Більшість клубів вимагають трьох кваліфікаційних балів на будь-якому рівні, щоб отримати відповідний титул, однак іншим клубам може знадобитися більше або менше.
У Сполучених Штатах у більшості організацій, які надають санкції, є різноманітні титули, які собака та провідник можуть отримати, набравши достатню кількість кваліфікаційних пробіжок, які також називаються ногами, тобто пробіжки, які мають не більше певної кількості недоліків (зазвичай жодної). і є швидшими за максимальний стандартний час курсу (SCT).
Наприклад, згідно з правилами USDAA, собака може здобути звання новачка в класах «Стандарт», «Стрибуни», «Азартники», «Снукер» і «Парна естафета», здобувши три кваліфікаційні заїзди в кожному з класів. Собака також може отримати звання середнього рівня та звання майстра в тих самих класах. Після отримання всіх титулів рівня майстра — п’яти кваліфікаційних заїздів у кожному, де деякі повинні входити до 15% найкращих собак, які беруть участь у кожному випробуванні — собака отримує свій чемпіонський титул. 
Інші організації мають подібні схеми; в AKC, щоб отримати титул чемпіона, собака має заробити дві кваліфікаційні пробіжки одночасно в один день. У NADAC кількість кваліфікаційних заїздів набагато більша; і так далі. У назві більшості титулів чемпіона є «CH»: NATCH (чемпіон NADAC з аджиліті-триалу), ADCH (аджиліті-чемпіон із собаками USDAA), CATCH (CPE-аджиліті-тріал-чемпіон), MACH (майстер-чемпіон з аджиліті за AKC), TACH (Teacup аджиліті-чемпіон ), ATCH (чемпіон ASCA Agility Trial Champion) тощо.  

## Травми
Опитування провідників показують, що від 32% до 41,7% собак отримують травми під час занять спритністю. Найпоширенішими видами травм були (по порядку) розтягнення, розтягнення та забої. Місцем ушкодження найчастіше були плечі, клубово-поперековий м’яз, пальці та поперековий відділ хребта/попереково-крижовий відділ. Бордер-коллі частіше отримують травми, ніж інші породи. Повідомляється, що рівень травматизму залежить від країни: Австралія повідомляє про найвищий відсоток травм, а Сполучені Штати повідомляють про найнижчий відсоток травм. Травми найчастіше сприймалися як такі, що були спричинені взаємодією зі стрибками на перекладині (контакт), А-образними рамами та перешкодами для вигулу собаки (контакт та/або падіння). Не було зв’язку між використанням вправ для розминки та охолодження та травмами.   

## Чемпіонат світу з аджиліті
Як і в багатьох видах спорту, у дог аджиліті є свій Чемпіонат світу. Конкурувати в них можуть тільки породисті собаки. 
| Year | Country                 | Town          | Date (d.m.y)      |
| ---- | ----------------------- | ------------- | ----------------- |
| 2008 | Finland                 | Helsinki      | 26.09-28.09.2008  |
| 2009 | Austria                 | Dornbirn      | 18.09-20.09.2009  |
| 2010 | Germany                 | Rieden Kreuth | 30.09-03.10.2010  |
| 2011 | France                  | Liévin        | 07.10-09.10.2011  |
| 2012 | Czech Republic          | Liberec       | n/a               |
| 2013 | South Africa            | Johannesburg  | 10.10.-13.10.2013 |
| 2014 | Luxembourg              | n/a           | 11.09-14.09.2014  |
| 2015 | Italy                   | Bologna       | 8.10-11.10.2015   |
| 2016 | Spain                   | Zaragossa     | 22.09-25.09.2016  |
| 2017 | Czech Republic          | Liberec       | 05.10-08.10.2017  |
| 2018 | Sweden                  | Kristianstad  | 04.10-09.10.2018  |
| 2019 | Finland                 | Turku         | 19.09-20.09.2019  |
| 2020 | Estonia                 | Tallinn       | Canceled          |
| 2021 | Estonia                 | Tallinn       | Cancelled         |
| 2022 | Austria                 | Schwechat     | 22.09-25.09.2022  |
| 2023 | Czech Republic          | Liberec       | 04.10-08.10.2023  |
| 2024 | Belgium                 | Opglabbeek    | 01.10-06.10.2024  |
| 2025 | Sweden                  | Kalmar        | 2025              |
| 2026 | Finland (not confirmed) | n/a           | 2026              |

Одним із найпомітніших є 2015 рік – вперше в історії подвійна перемога одного і того ж хендлера. Павол Ваконич зі Словаччини здійснив дві бездоганні спроби з Ikea та Fiona (обидва бордер-коллі ).  Здобув срібну та золоту медалі. 
AWC 2022 спочатку планувалося провести в Москві, Росія, але його перенесли до Австрії після вторгнення Росії в Україну.